# Topolovci
Topolovci (Hongaars: Jegenyés, Prekmurees: Topolouvci, Duits: Topolschitz) is een plaats in Slovenië en maakt deel uit van de gemeente Cankova in de NUTS-3-regio Pomurska. De plaats telde 55 inwoners op 1 januari 2020.